# Ziemik sucholubny
Ziemik sucholubny (Legnotus picipes) – gatunek pluskwiaka z podrzędu różnoskrzydłych i rodziny ziemikowatych. Zamieszkuje krainę palearktyczną. Żeruje na marzanowatych, głównie na przytuliach.

## Taksonomia
Gatunek ten po raz pierwszy opisany został w 1807 roku przez Carla Fredrika Falléna pod nazwą Cydnus picipes. Jako lokalizację typową wskazano Szwecję.

## Morfologia
Pluskwiak o owalnym w zarysie ciele długości od 3 do 4,3 mm. Ubarwienie ma czarne do czarnobrązowego, przy czym przykrywka miewa odcień jaśniejszy niż przedplecze i tarczka. Czułki są ciemnobrązowe, czasem z czarnobrązowymi dwoma ostatnimi członami. Barwa odnóży jest czerwonobrązowa do kasztanowej z brązowymi stopami. Półpokrywy mają na bocznych brzegach przykrywek obrzeżenie barwy żółtobrązowej do brązowej ograniczone tylko do żyłki kostalnej i w związku z tym sięgające do ⅔ długości boku. Głowa jest nachylona ku dołowi, zaopatrzona w silnie wystające poza obrys oczy złożone. Policzki są niewiele dłuższe od nadustka, co odróżnia ten gatunek od ziemika przytuliowego. Tarczka jest szeroka, językowata, szeroko zaokrąglona na wierzchołku.

## Ekologia i występowanie

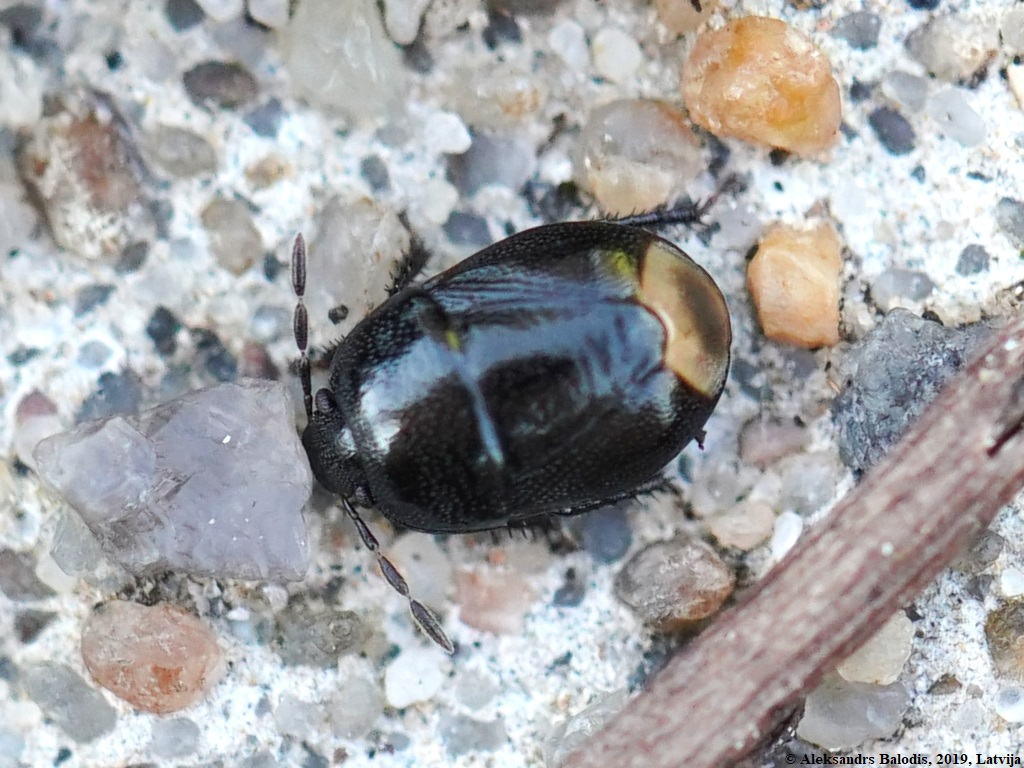
Imago w środowisku naturalnym

Owad ten zasiedla stanowiska suche, ciepłe i otwarte, w tym śródlądowe i nadmorskie wydmy. Zarówno larwy jak i postacie dorosłe są fitofagami ssącymi soki z roślin należących do rodziny marzanowatych, zwłaszcza z przytuli. Osobniki aktywne spotyka się do marca do października. Stadium zimującym są postacie dorosłe.
Gatunek palearktyczny. W Europie znany jest z Portugalii, Hiszpanii, Wielkiej Brytanii, Francji, Belgii, Holandii, Luksemburga, Niemiec, Szwajcarii, Liechtensteinu, Austrii, Włoch, Malty, Danii, Szwecji, Norwegii, Estonii, Łotwy, Litwy, Polski, Czech, Słowacji, Węgier, Białorusi, Ukrainy, Mołdawii, Rumunii, Bułgarii, Słowenii, Chorwacji, Bośni i Hercegowiny, Czarnogóry, Serbii, Albanii, Macedonii Północnej, Grecji oraz europejskich części Rosji. W Afryce Północnej podawany jest z Maroka. W Azji notowany jest z Syberii, Turcji, Azerbejdżanu, Kazachstanu, Uzbekistanu, Tadżykistanu, Kirgistanu, Iranu, Mongolii i Chin.